# Callyspongia

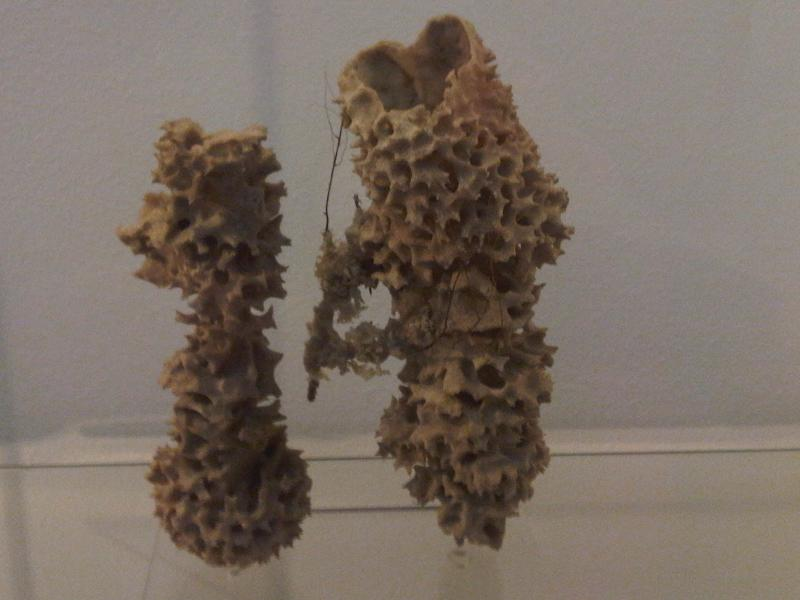
Callyspongia plicifera

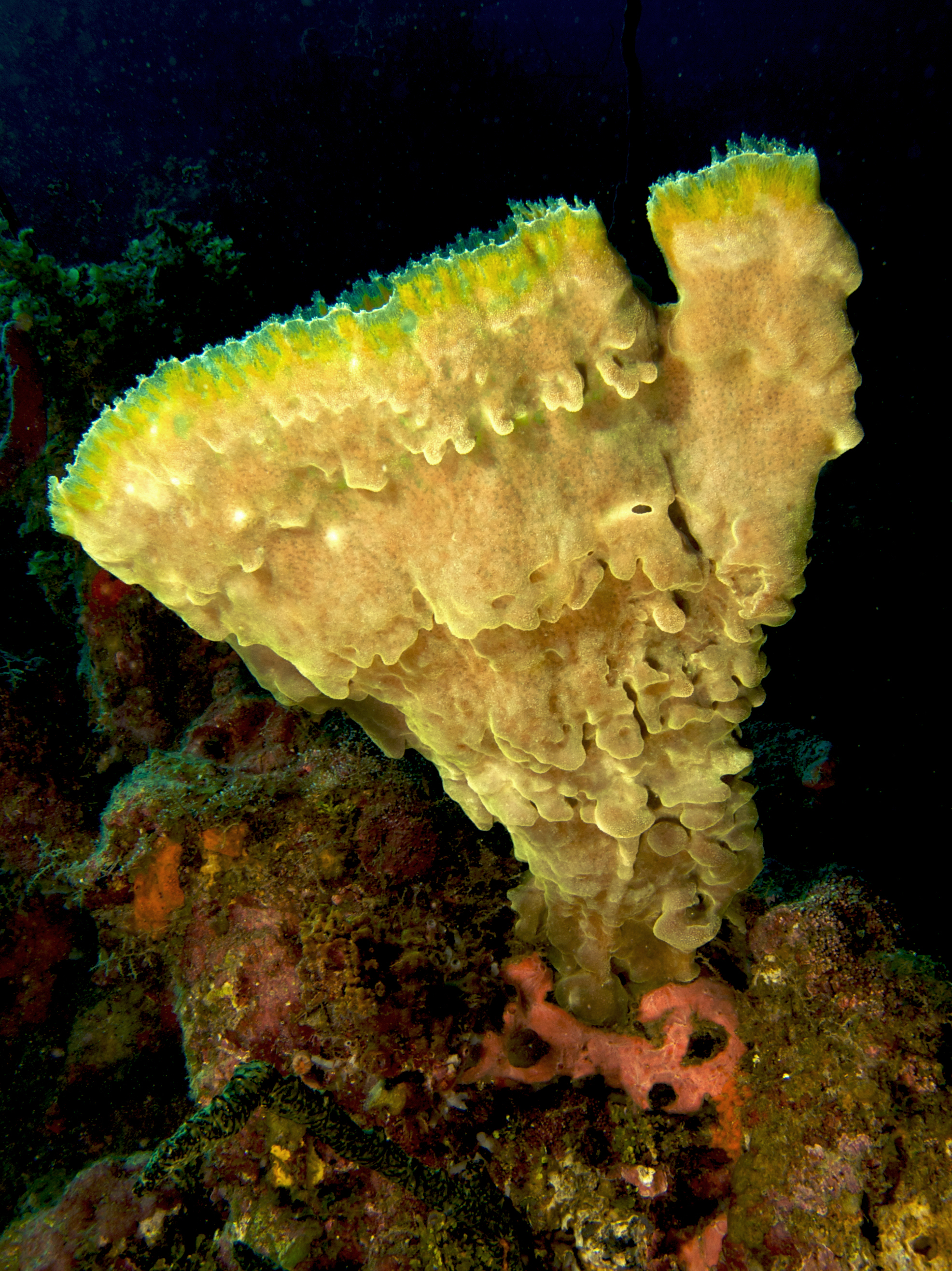
Callyspongia vaginalis sárga

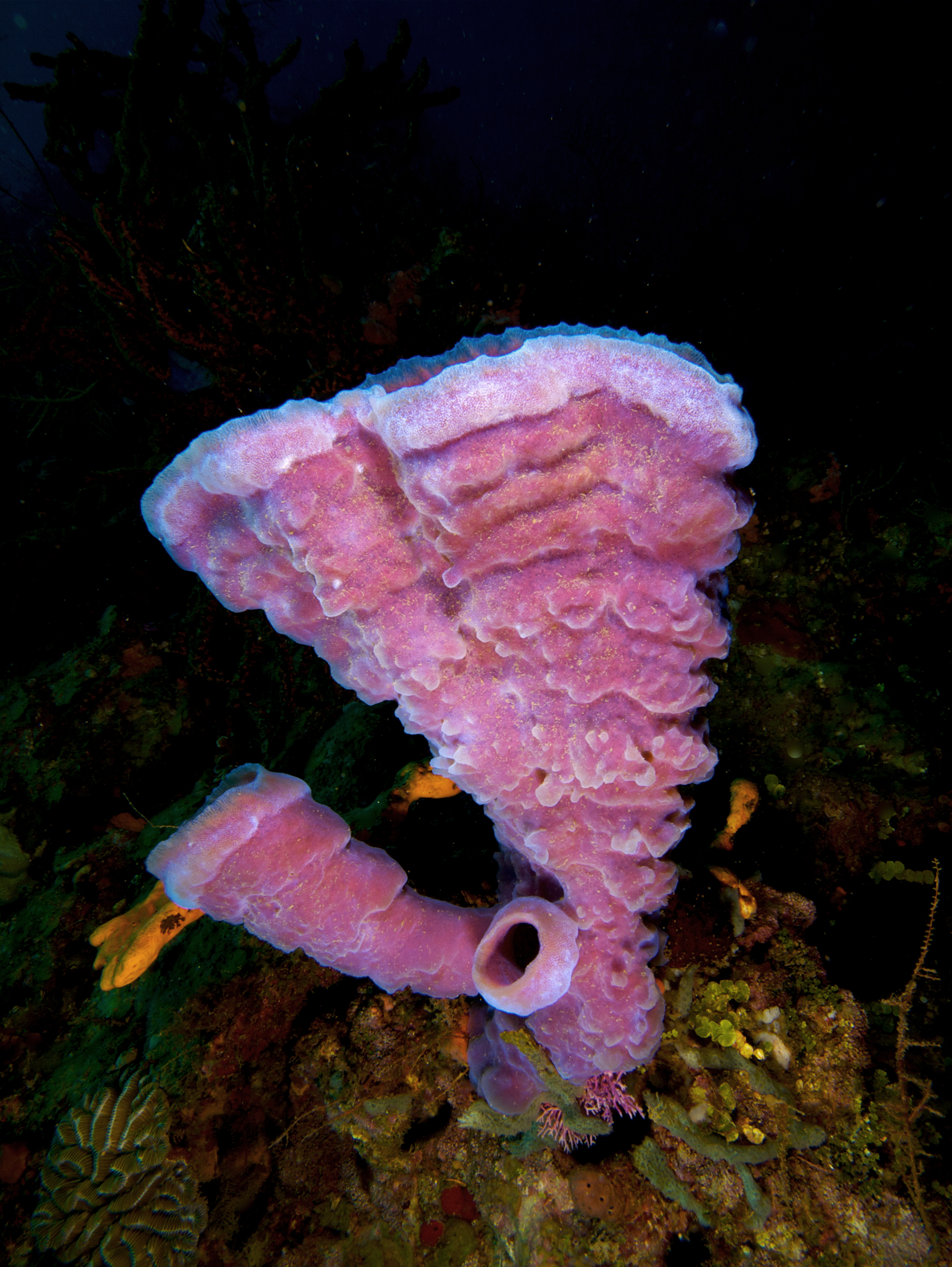
és rózsaszín változatban

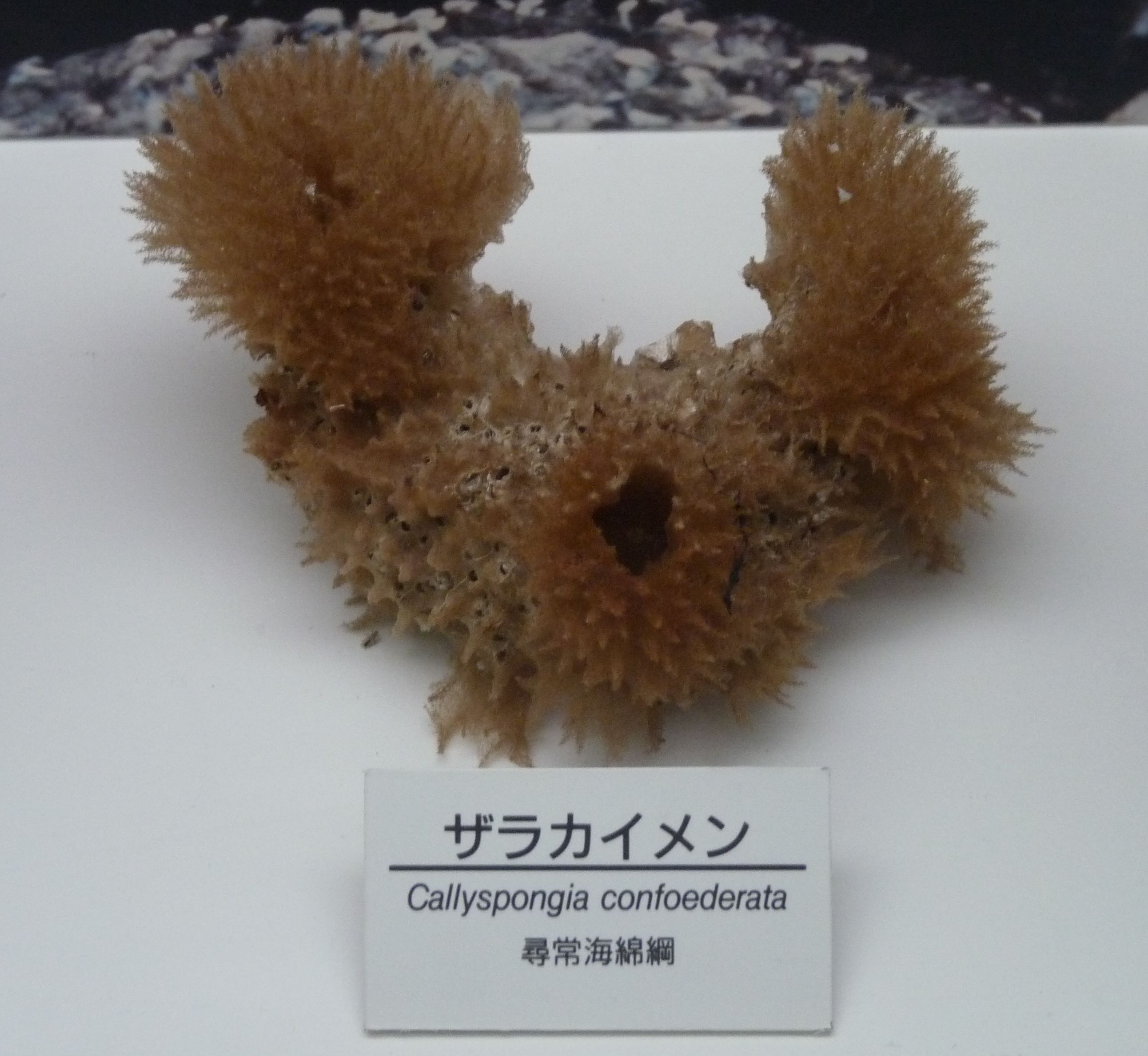
Callyspongia confoederata

A Callyspongia a szaruszivacsok (Demospongiae) osztályának Haplosclerida rendjébe, ezen belül a Callyspongiidae családjába tartozó nem.

## Rendszerezés
A nembe az alábbi 5 alnem és 182 faj tartozik:
- Callyspongia (Callyspongia) Duchassaing & Michelotti, 1864 - 24 faj
  - Callyspongia aspinosa Lévi, 1959
  - Callyspongia barodensis Burton, 1959
  - Callyspongia bullata (Lamarck, 1814)
  - Callyspongia dendyi (Burton, 1929)
  - Callyspongia densasclera Lehnert & van Soest, 1999
  - Callyspongia differentiata (Dendy, 1922)
  - Callyspongia elegans (Lendenfeld, 1887)
  - Callyspongia eschrichtii Duchassaing & Michelotti, 1864
  - Callyspongia fallax Duchassaing & Michelotti, 1864 - típusfaj
  - Callyspongia fistulosa (Kirk, 1911)
  - Callyspongia infundibuliformis (Bergquist, Morton & Tizard, 1971)
  - Callyspongia lacera (Lamarck, 1814)
  - Callyspongia monilata (Ridley, 1884)
  - Callyspongia pallida Hechtel, 1965
  - Callyspongia paucispina (Lendenfeld, 1887)
  - Callyspongia ramosa (Gray, 1843)
  - Callyspongia reticutis (Dendy, 1905)
  - Callyspongia roosevelti Van Soest, Kaiser & Van Syoc, 2011
  - Callyspongia rowi Burton, 1959
  - Callyspongia serpentina (Lamarck, 1814)
  - Callyspongia simplex Burton, 1956
  - Callyspongia siphonella (Lévi, 1965)
  - Callyspongia strongylophora Hartman, 1955
  - Callyspongia tubulosa (Esper, 1797)
- Callyspongia (Cavochalina) Carter, 1885 - 1 faj
  - Callyspongia bilamellata (Lamarck, 1814)
- Callyspongia (Cladochalina) Schmidt, 1870 - 27 faj
  - Callyspongia acapulcaensis (Carter, 1882)
  - Callyspongia aculeata (Linnaeus, 1759)
  - Callyspongia aerizusa Desqueyroux-Faúndez, 1984
  - Callyspongia affinis (Hentschel, 1912)
  - Callyspongia armigera (Duchassaing & Michelotti, 1864)
  - Callyspongia asparagus (Lamarck, 1814)
  - Callyspongia aspericornis (Lamarck, 1814)
  - Callyspongia diffusa (Ridley, 1884)
  - Callyspongia fibrosa (Ridley & Dendy, 1886)
  - Callyspongia foliacea (Esper, 1797)
  - Callyspongia glomerata (Whitelegge, 1897)
  - Callyspongia longissima (Duchassaing & Michelotti, 1864)
  - Callyspongia manus Lendenfeld, 1887
  - Callyspongia orieminens Pulitzer-Finali, 1982
  - Callyspongia pergamentacea (Ridley, 1881)
  - Callyspongia plancella (Lamarck, 1814)
  - Callyspongia plicifera (Lamarck, 1814)
  - Callyspongia rautenfeldi (Topsent, 1928)
  - Callyspongia samarensis (Wilson, 1925)
  - Callyspongia spinifera (Carter, 1887)
  - Callyspongia spinilamella (Dendy, 1889)
  - Callyspongia spinosissima (Dendy, 1887)
  - Callyspongia subarmigera (Ridley, 1884)
  - Callyspongia tenerrima Duchassaing & Michelotti, 1864
  - Callyspongia thurstoni (Burton, 1930)
  - Callyspongia vaginalis (Lamarck, 1814)
  - Callyspongia villosa (Pallas, 1766)
- Callyspongia (Euplacella) Lendenfeld, 1887 - 7 faj
  - Callyspongia australis (Lendenfeld, 1887)
  - Callyspongia biru de Voogd, 2004
  - Callyspongia communis (Carter, 1881)
  - Callyspongia densa (Keller, 1889)
  - Callyspongia mollissima (Lendenfeld, 1887)
  - Callyspongia paralia Ilan, Gugel & van Soest, 2004
  - Callyspongia pulvinata (Lindgren, 1897)
- Callyspongia (Toxochalina) Ridley, 1884 - 15 faj
  - Callyspongia dendyi (Burton, 1931)
  - Callyspongia difficilis (Brøndsted, 1924)
  - Callyspongia fenestrata (Desqueyroux-Faúndez, 1984)
  - Callyspongia folioides (Bowerbank, 1875)
  - Callyspongia multiformis (Pulitzer-Finali, 1986)
  - Callyspongia murata (Ridley, 1884)
  - Callyspongia oliveri (Kirk, 1911)
  - Callyspongia pseudofibrosa (Desqueyroux-Faúndez, 1984)
  - Callyspongia pseudotoxa Muricy & Ribeiro, 1999
  - Callyspongia ridleyi (Dendy, 1905)
  - Callyspongia robusta (Ridley, 1884)
  - Callyspongia schulzei (Kieschnick, 1900)
  - Callyspongia staminea (Desqueyroux-Faúndez, 1984)
  - Callyspongia superba (Lendenfeld, 1887)
  - Callyspongia ternatensis (Kieschnick, 1896)

Az alábbiak nincsenek alnemekbe foglalva:
- Callyspongia abnormis Pulitzer-Finali, 1993
- Callyspongia altera Hooper & Wiedenmayer, 1994
- Callyspongia annulata (Ridley & Dendy, 1886)
- Callyspongia arcesiosa de Laubenfels, 1936
- Callyspongia ariakensis Tanita, 1968
- Callyspongia aurantiaca (Lendenfeld, 1887)
- Callyspongia azurea Fromont, 1995
- Callyspongia bathami Bergquist & Warne, 1980
- Callyspongia bispicula Tanita, 1961
- Callyspongia brucei Pulitzer-Finali, 1982
- Callyspongia californica Dickinson, 1945
- Callyspongia calyx (Keller, 1889)
- Callyspongia capricorni Pulitzer-Finali, 1982
- Callyspongia carens Pulitzer-Finali, 1982
- Callyspongia clathrata (Dendy, 1905)
- Callyspongia clavata (Keller, 1889)
- Callyspongia claviformis (Kieschnick, 1896)
- Callyspongia compressa (Carter, 1885)
- Callyspongia confoederata (sensu Ridley, 1884)
- Callyspongia conica (Brøndsted, 1924)
- Callyspongia conica (Lendenfeld, 1887)
- Callyspongia conica (Keller, 1889)
- Callyspongia contorta Pulitzer-Finali, 1993
- Callyspongia conulosa (Kieschnick, 1900)
- Callyspongia coppingeri (Ridley, 1881)
- Callyspongia crassa (Keller, 1889)
- Callyspongia crassifibra (Dendy, 1887)
- Callyspongia cylindrica (Lendenfeld, 1886)
- Callyspongia doorae (Brøndsted, 1934)
- Callyspongia ecklonia Hoshino, 1981
- Callyspongia elastica (Kieschnick, 1898)
- Callyspongia elegans (Thiele, 1899)
- Callyspongia erecta (Kieschnick, 1898)
- Callyspongia euplax (Lendenfeld, 1887)
- Callyspongia exigua (Lendenfeld, 1887)
- Callyspongia fistularis (Topsent, 1892)
- Callyspongia flabellata Burton, 1932
- Callyspongia flabelliformis Tanita, 1968
- Callyspongia flammea Desqueyroux-Faúndez, 1984
- Callyspongia fragilis (Kieschnick, 1898)
- Callyspongia fructicosa Desqueyroux-Faúndez, 1984
- Callyspongia fungosa Hooper & Wiedenmayer, 1994
- Callyspongia fusifera (Thiele, 1905)
- Callyspongia globosa Pulitzer-Finali, 1982
- Callyspongia hirta Pulitzer-Finali, 1993
- Callyspongia hispidoconulosa Desqueyroux-Faúndez, 1984
- Callyspongia hospitalis (Stephens, 1915)
- Callyspongia implexa (Topsent, 1892)
- Callyspongia incrustans (Row, 1911)
- Callyspongia irregularis Bergquist & Warne, 1980
- Callyspongia joubini (Topsent, 1897)
- Callyspongia laboreli Hechtel, 1983
- Callyspongia latituba (Dendy, 1924)
- Callyspongia ligulata (Whitelegge, 1901)
- Callyspongia lobata (Ridley, 1884)
- Callyspongia macrodactyla (Ridley, 1884)
- Callyspongia maculata (Keller, 1889)
- Callyspongia mammillata (Burton, 1933)
- Callyspongia megalorrhaphis (Ridley & Dendy, 1886)
- Callyspongia mollis (Topsent, 1897)
- Callyspongia mollis (Lendenfeld, 1887)
- Callyspongia murex Hoshino, 1981
- Callyspongia muricina (Lamarck, 1814)
- Callyspongia osculata (Lendenfeld, 1887)
- Callyspongia pambanensis Rao, 1941
- Callyspongia parva Desqueyroux-Faúndez, 1984
- Callyspongia patula Hoshino, 1981
- Callyspongia perforata Pulitzer-Finali, 1993
- Callyspongia peroni (Topsent, 1932)
- Callyspongia persculpta Wiedenmayer, 1989
- Callyspongia poculum (Carter, 1885)
- Callyspongia polymorpha Desqueyroux-Faúndez, 1984
- Callyspongia psammophera de Laubenfels, 1954
- Callyspongia pseudoreticulata Desqueyroux-Faúndez, 1984
- Callyspongia raphidiophora (Lendenfeld, 1887)
- Callyspongia relicta Hooper & Wiedenmayer, 1994
- Callyspongia reticulata (Keller, 1889)
- Callyspongia ridleyi Burton, 1934
- Callyspongia rigida Desqueyroux-Faúndez, 1984
- Callyspongia rubiginosa (Schmidt, 1870)
- Callyspongia septimaniensis Griessinger, 1971
- Callyspongia sinuosa (Topsent, 1892)
- Callyspongia siphonopsis (Lendenfeld, 1887)
- Callyspongia sphaericuslobata (Hoshino, 1981)
- Callyspongia spiculifera (Whitelegge, 1901)
- Callyspongia spinimarginata Desqueyroux-Faúndez, 1984
- Callyspongia spinulosa (Lendenfeld, 1887)
- Callyspongia spongionelloides Fishelson, 1971
- Callyspongia stalagmitis (Lendenfeld, 1887)
- Callyspongia stellata Bergquist & Warne, 1980
- Callyspongia subcornea Griessinger, 1971
- Callyspongia subtilis Pulitzer-Finali, 1993
- Callyspongia subtilis (Schmidt, 1870)
- Callyspongia taupea (Tanita & Hoshino, 1989)
- Callyspongia tenuis Thum, 1903
- Callyspongia toxifera Wiedenmayer, 1989
- Callyspongia trichita Pulitzer-Finali, 1982
- Callyspongia truncata (Lendenfeld, 1887)
- Callyspongia truncata (Lindgren, 1897)
- Callyspongia tuberculata (Lendenfeld, 1887)
- Callyspongia tubulifera (Lindgren, 1897)
- Callyspongia vasseli (Keller, 1889)
- Callyspongia velum (Lendenfeld, 1888)
- Callyspongia villosa (Lendenfeld, 1887)
- Callyspongia vincentina Hooper & Wiedenmayer, 1994
- Callyspongia violacea Pulitzer-Finali, 1993
- Callyspongia viridis (Dendy, 1895)
- Callyspongia waguensis Tanita, 1961